# Pelagisk fisk

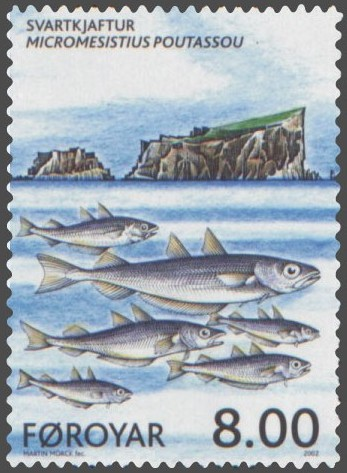
Blåvitling, eller kolmule

Pelagisk fisk är arter som lever i den fria vattenmassan, till skillnad från demersala arter av fisk och skaldjur, som lever på eller nära botten. 
Pelagiska fiskarter i havet kan delas upp i kustnära fisk och oceanlevande fisk, baserat på vattendjup där de lever. Kustnära pelagisk fisk lever i solbelyst vatten på ner till 250 meters djup, typiskt ovanför kontinentalsockeln. Exempel på sådana arter är stimlevande fisk som ansjovis, sardin, majfisk, staksill och atlantisk menhaden och sådana rovfiskar som jagar dem. Oceanlevande pelagisk fisk lever typiskt på vattendjup under kontinentalsockeln. Exempel på sådana arter är större fisk som svärdfisk, tonfisk, makrill och också haj. Det är ingen skarp gräns mellan dessa vattenområden, varför vissa arter av oceanlevande fisk temporärt  kan uppehålla sig i kustnära vatten, under vissa skeden av sina liv.

## Svenskt pelagiskt fiske
Av det svenska fisket står pelagiskt fiske för knappt 95 procent av volymen landad fisk och för drygt halva värdet. Fisket domineras av fiske efter sill och strömming, skarpsill och makrill.
Det svenska pelagiska fisket bedrivs både kustnära och långt ut till havs i Östersjön, Västerhavet, Nordsjön, Norska havet och Nordatlanten. Det kan avse sill och strömming, skarpsill, makrill, blåvitling (kolmule), taggmakrill (hästmakrill), lax, sik samt siklöja. Även fisket av tobis räknas till det pelagiska fisket, trots att arten lever i eller nära botten på grusbottnar.
Redskap som används vid pelagisk fiske är framför allt flyt- eller bottentrål och snörpvad.